# Huambo (stad)
Huambo [wäm'bō], vroeger Nova Lisboa, is een stad in centraal West-Angola. Huambo is de hoofdstad van de gelijknamige provincie. De stad telde 61.885 inwoners bij de volkstelling van 1970, waarmee het toen de tweede stad van het land vormde. Anno 2014 heeft de stad 713.000 inwoners. 
De plaatselijke voetbalclub is CR Caála.

## Geschiedenis
In 1928 werd Huambo door de Portugese kolonisten hernoemd tot Nova Lisboa (Nieuw Lissabon). Nadat Angola in 1975 onafhankelijk was geworden, kreeg de stad zijn oorspronkelijke naam terug.

## Verkeer en vervoer
Huambo ligt aan de Benguela-spoorweg. Bij de stad ligt de luchthaven Huambo.

## Geboren
- José Eduardo Agualusa (1960), Angolees schrijver
- Hélder Ornelas (1974), Portugees langeafstandsloper
- Pedro Mantorras (1982), Angolees voetballer